# Marius Adamonis
Marius Adamonis (ur. 13 maja 1997 w Poniewieżu) – litewski piłkarz występujący na pozycji bramkarza we włoskim klubie Catania. Wychowanek Atlantasu, w trakcie swojej kariery grał także w takich zespołach, jak Bournemouth, Salernitana, Casertana, Catanzaro oraz Sicula Leonzio. Młodzieżowy reprezentant Litwy.